# Rithy Panh
Rithy Panh (llengua khmer: ប៉ាន់ រិទ្ធី; Phnom Penh 18 d'abril de 1964) és un guionista, documentalista i director de cinema khmer.
Les seves pel·lícules se centren en les conseqüències del règim genocida dels Khmers rojos a Cambodja. Les obres de Rithy Panh són des d'un punt de vista autoritatiu, perquè la seva família va ser expulsada de Phnom Penh el 1975 pels khmers rojos. Un rere l'altre, el seu pare, la seva mare, les seves germanes i els seus nebots van morir de fam o d'esgotament, ja que estaven en un camp de treball remot a la Cambodja rural.

## Biografia

### Primers anys i fugida de Cambodja
El seu pare va ser subsecretari del Ministeri d'Educació durant molt de temps, senador, professor d'escola i inspector d'escoles primàries.
La seva família i altres residents van ser expulsats de la capital cambodjana el 1975 pels Khmers rojos. La família de Rithy va patir sota el règim i després de veure morir els seus pares, germans i altres parents per sobreesforç o desnutrició, Rithy va escapar a Tailàndia el 1979, on va viure durant un temps en un camp de refugiats a Mairut.
Finalment, es va dirigir a París. Mentre assistia a l'escola professional per aprendre fusteria, va rebre una càmera de vídeo durant una festa i es va interessar per la realització de pel·lícules. Es va graduar a l'Institut des hautes études cinématographiques. Va tornar a Cambodja el 1990, mentre encara feia servir París com a base d'origen.

### Carrera com a director
El seu primer llargmetratge documental, Site 2, sobre una família de refugiats camboyans en un campament a la frontera entre Tailàndia i Cambodja als anys vuitanta, va rebre el "Grand Prix du Documentaire" al Festival d'Amiens.
La seva pel·lícula de 1994, Neak sre (Poble de l'arròs), és narrada en un estil docudrama, sobre una família rural que lluita amb la vida a Cambodja post-Khmers rojos. Va estar en competició al 47è Festival Internacional de Cinema de Canes de 1994, i va ser presentat a l'Oscar a la millor pel·lícula en llengua no anglesa, la primera vegada que es presentava una pel·lícula camboyana a l'Oscar.
El documental del 2000 La terre des âmes errantes també parlava de la lluita d'una família, a més de mostrar una Cambodja que entrava a l'edat moderna, explicant les dificultats dels treballadors que cavaven una trinxera a tot el país per obtenir el primer cable de fibra òptica de Cambodja.
El seu documental de 2003 S21, la machine de mort khmère rouge, sobre la presó dels khmers rojos de Tuol Sleng, va reunir ex presoners, inclòs l'artista Vann Nath, i els seus antics segrestadors, per a una esgarrifosa i confrontada revisió de la violenta història de Cambodja.
Al drama del 2005 Les Artistes du Théâtre Brûlé es documenten més esdeveniments post-Khmers rojos, que se centren en una companyia teatral que habita les restes cremades del teatre Suramet de Phnom Penh, que es va incendiar el 1994 però que mai no s'ha reconstruït.
El seu documental de 2007 Le papier ne peut pas envelopper la braise aprofundeix en la vida de les prostitutes de Phnom Penh.
La pel·lícula Gibier d'élevage del 2011 està basada en una novel·la del premi nobel japonès Kenzaburō Ōe del 1957, sobre el comportament dels vilatans quan un pilot negre de les forces aèries dels EUA és derrocat i s'estavella sobre Japó (Cambodja a la pel·lícula).
El documental de 2012, Duch, le maître des forges de l'enfer, tracta d'entrevistes a Kang Guek Eav, antic líder dels khmers rojos, també conegut com a Duch, jutjat pel Tribunal Khmers Rojos i condemnat a 30 anys de presó. Va apel·lar la condemna, però tot i això, finalment va ser condemnat a cadena perpètua després del recurs.
El seu documental de 2013 L'Image manquante fou projectada a la secció Un Certain Regard del 66è Festival Internacional de Cinema de Canes on va guanyar el primer premi.

## Bophana, el Centre de Recerca Audiovisual - Cambodja
Rithy, juntament amb el director Ieu Pannakar, han desenvolupat el Centre Bophana a Phnom Penh, Cambodja, amb l'objectiu de preservar la història cinematogràfica, fotogràfica i sonora del país. L'homònim del centre és objecte d'un dels seus primers docudrames, Bophana, une tragédie cambodgienne, obre una jove que va ser torturada i assassinada a la presó S-21.

## Filmografia
- Site 2 (1989)
- Cinéma de notre temps: Souleymane Cissé(1990)
- Cambodge, entre guerre et paix (1991)
- Neak sre (1994)
- Bophana, une tragédie cambodgienne (1996)
- Un soir après la guerre (1998)
- La Terre des âmes errantes (2000)
- Que la barque se brise, que la jonque s'entrouvre (2001)
- S21, la machine de mort khmère rouge (2003)
- Les Gens d'Angkor (2003)
- Les Artistes du Théâtre Brûlé (2005)
- Le papier ne peut pas envelopper la braise (2007)
- Un barrage contre le Pacifique (2008)
- Gibier d'élevage (2011)
- Duch, le maître des forges de l'enfer (2012)
- L'Image manquante (2013)
- La France est notre patrie (2015)
- Exil (2016)
- Moun dambaung Khmer Krahm samleab ba robsa khnhom (2017) - Només productor
- Les Tombeaux sans noms (2018)
- Irradiés (2020)
- Everything Will Be OK (2022)